# Kagetoki Kajiwara
Kagetoki Kajiwara (梶原景時, Kajiwara Kagetoki, né vers 1162 et mort vers 1200), était un samouraï de la fin de l'ère Heian dont le nom est resté dans la littérature médiévale japonaise comme synonyme de traîtrise et d'arrogance.

## Biographie
Guerrier du clan Taira durant la guerre de Gempei, il sauva la vie de Minamoto no Yoritomo lors de la bataille d'Ishibashiyama, et devint alors son vassal.
Plus tard, attaché à l'armée de Minamoto no Yoshitsune, il espionna pour le compte de Yoritomo, rapportant à celui-ci les agissements de son frère.
Il fut finalement tué par des officiers de Minamoto no Yoriie durant une bataille dans la province de Suruga.
Le 15 juillet, le festival Kamakura d'Akita lui rend hommage.

### Sources
- (fr) Louis Frédéric, Le Japon, dictionnaire et civilisation, Paris, Robert Laffont, coll. « Bouquins », 1996, 1419 p. [détail des éditions] (ISBN 2-221-06764-9).
- (en) George Sansom, A History of Japan to 1334, Stanford (Californie), Stanford University Press, 1958 (ISBN 0-8047-0522-4).